# Dormelletto
Dormelletto – miejscowość i gmina we Włoszech, w regionie Piemont, w prowincji Novara.
Według danych na rok 2004 gminę zamieszkiwały 2482 osoby, 354,6 os./km².